# Voo Air Ontario 1363
O Voo Air Ontario 1363 (ICAO: MDA1363) foi um voo regular de passageiros da Air Ontario que caiu perto de Dryden, Ontário, em 10 de março de 1989, logo após a decolagem do Aeroporto de Dryden. A aeronave envolvida no acidente era um Fokker F-28-1000 Fellowship. A aeronave caiu após apenas 49 segundos pois não foi capaz de atingir altitude suficiente para limpar as árvores além do final da pista, devido ao gelo e neve nas asas.
Um acidente semelhante aconteceu em 1992, quando o Voo USAir 405 caiu no Flushing Bay na decolagem no Aeroporto LaGuardia, depois que o gelo se acumulou nas asas durante o táxi.

## Investigação

### Conclusão
A investigação do acidente foi incluída em um inquérito judicial sob o juiz Virgil P. Moshansky. Seu relatório mostrou que as pressões competitivas causadas pela desregulamentação comercial prejudicam os padrões de segurança e que muitas das práticas desleixadas e procedimentos questionáveis da indústria colocam o piloto em uma situação muito difícil. O relatório também afirmou que a aeronave não deveria ter sido programada para reabastecer em um aeroporto que não tivesse equipamento adequado, e que nem o treinamento nem os manuais haviam alertado suficientemente o piloto sobre os perigos do gelo nas asas. Moshansky culpou a Transport Canada por permitir que a Air Ontario se expandisse para a operação de aeronaves maiores e mais complicadas sem detectar as deficiências de suas aeronaves existentes.
Após o acidente do voo 1363 da Air Ontario, muitas mudanças significativas foram feitas nos Regulamentos de Aviação Canadense. Estes incluíram novos procedimentos relativos ao reabastecimento e degelo, bem como muitos novos regulamentos destinados a melhorar a segurança geral de todos os voos futuros no Canadá. Especificamente, eles se referiam à eficácia de certos fluidos de degelo ao longo do tempo e ao aumento do uso de fluido Tipo II. Esta mistura inclui agentes polimerizantes, que prolongam o efeito de degelo.
Outra causa do acidente do voo 1363 foram atrasos nas mudanças nos procedimentos de degelo do relatório dissidente do Canadian Aviation Safety Board (CASB) sobre o acidente de 1985 do Voo Arrow Air 1285, que também pode ter envolvido gelo, mas um relatório minoritário separado afirmou que ocorreu uma explosão. Ambos os acidentes minimizaram a confiança nas investigações do CASB e levaram o governo canadense a fechar o CASB um ano após o acidente do voo 1363. O CASB foi substituído pelo Transportation Safety Board of Canada (TSB), uma agência de investigação mais independente e multimodal.

## Memorial

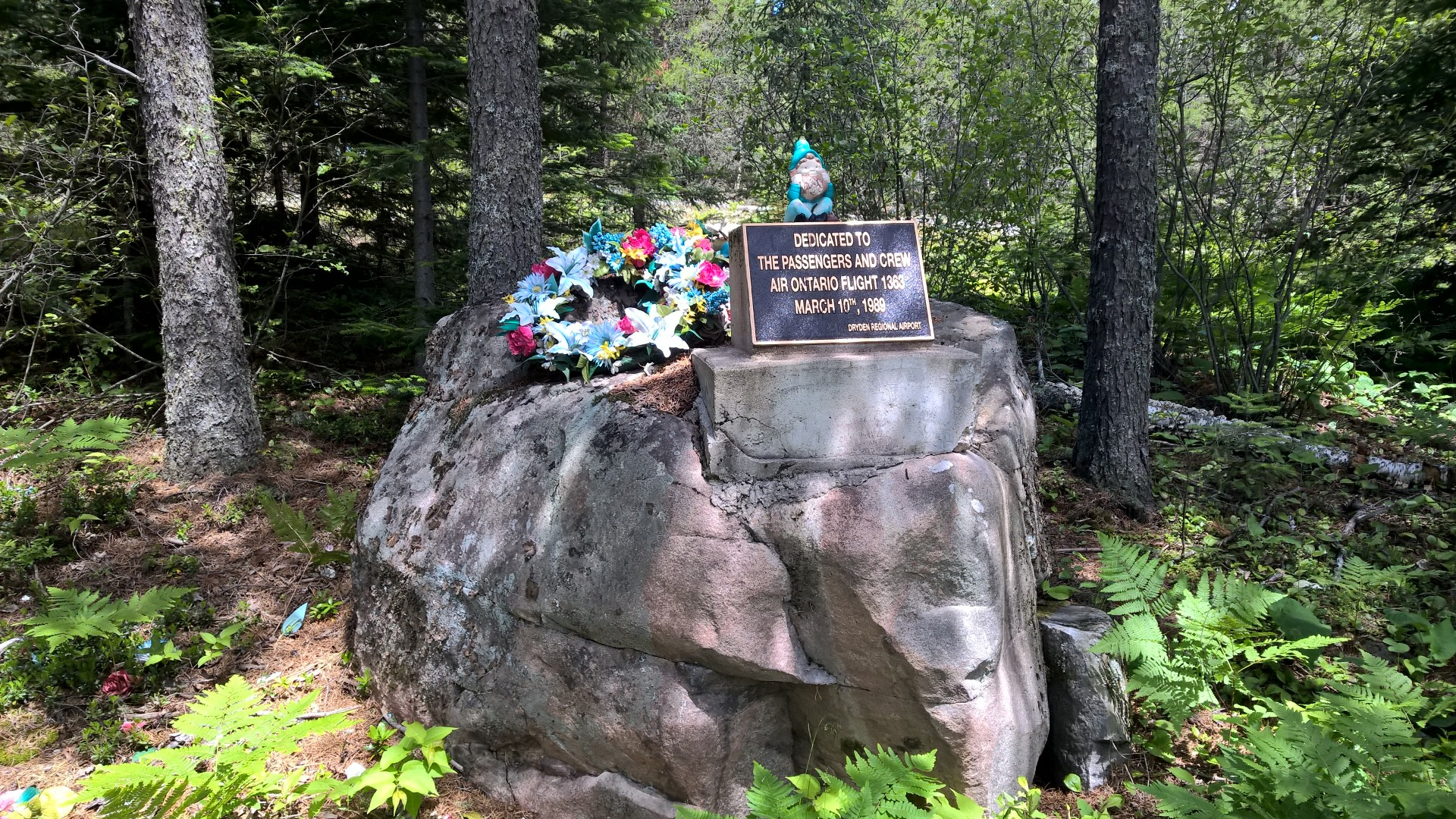
Memorial do acidente, em 2016.

Um memorial para o acidente está localido no MacArthur Road.

## Na cultura popular
A série de TV canadense Mayday apresentou o incidente em um episódio da 9ª temporada intitulado "Cold Case". TLC também exibiu um segmento sobre o acidente no especial de 1990 chamado Terror in the Sky. Ele apresentava entrevistas com passageiros e imagens da audiência de investigação.